# Комагомэ (станция)
Станция Комагомэ (яп. 駒込駅 комагомэ эки) — железнодорожная станция на линиях Яманотэ и Намбоку, расположенная в специальном районе Тосима в Токио. Станция обозначена номером N-14 на линии Намбоку. На платформе станции линии Намбоку установлены платформенные раздвижные двери. На платформе станции линии Яманотэ установлены автоматические платформенные ворота.

## История
- 15 ноября 1910 года открыта станция на линии Яманотэ.
- 13 апреля 1945 года здание станции было полностью уничтожено во время бомбардировки.
- 1 апреля 1987 года открыта станция на линии Намбоку.

## Планировка станции

### JR East

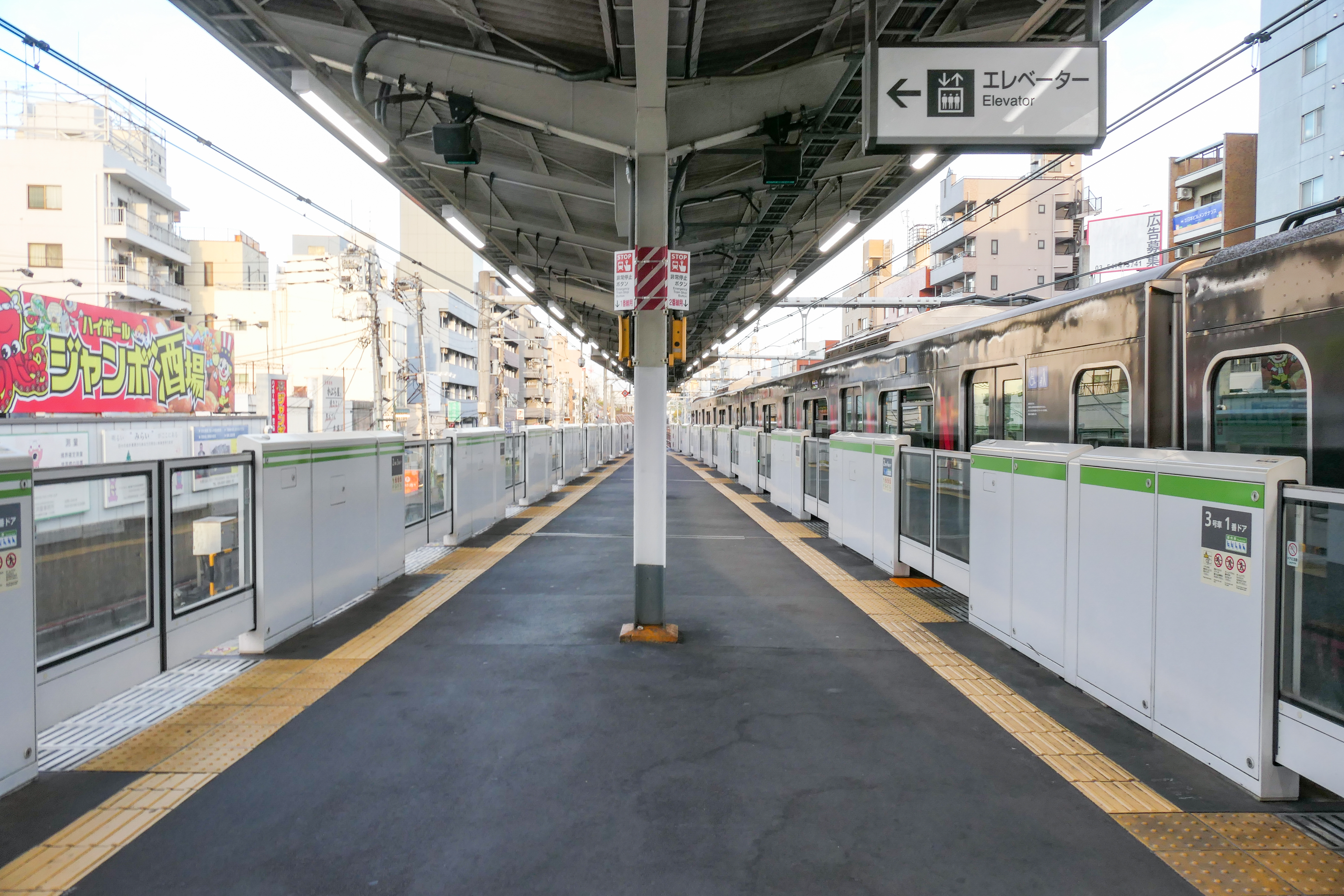
Платформа линии Яманотэ

Одна платформа островного типа и 2 пути.
| 1 | ■ Линия Яманотэ | Уэно, Токио         |
| 2 | ■ Линия Яманотэ | Икэбукуро, Синдзюку |

### Tokyo Metro

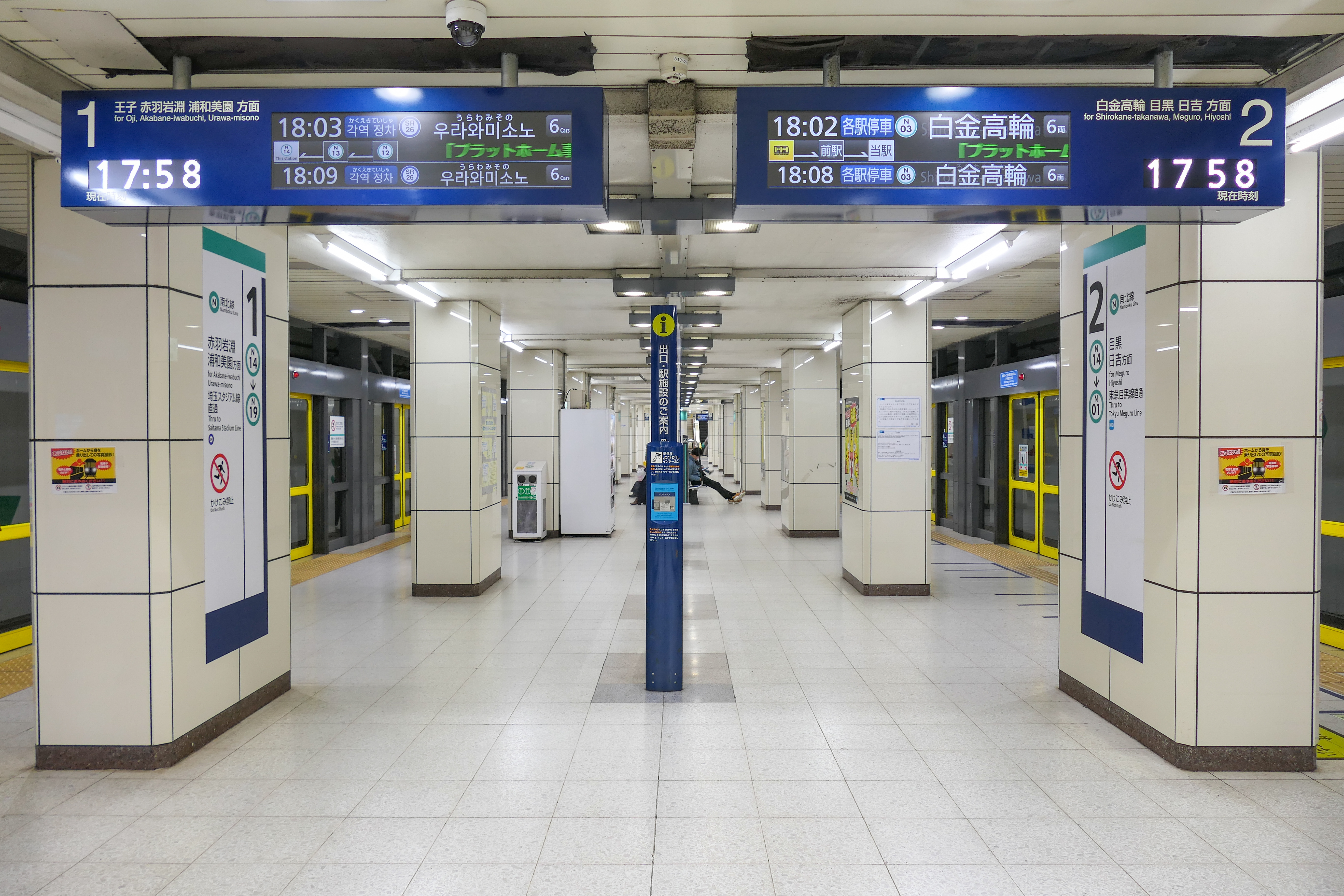
Платформа линии Намбоку

Одна платформа островного типа и 2 пути.
| 1 | ○ Линия Намбоку | Акабанэ-Ивабути, Урава-Мисоно                             |
| 2 | ○ Линия Намбоку | Нагататё, Сироканэ-Таканава, Мэгуро, (Линия Мэгуро) Хиёси |

## Близлежащие станции
| «            |  | Линия         |  | »          |
| ------------ |  | ------------- |  | ---------- |
| Сугамо       |  | Линия Яманотэ |  | Табата     |
| Хон-Комагомэ |  | Линия Намбоку |  | Нисигахара |